# CEMS
CEMS - The Global Alliance in Management Education è un'associazione tra business school del mondo, alcune multinazionali e alcune organizzazioni no-profit e non governative (ONG). Attualmente fanno parte della comunità CEMS 29 tra università e business schools, 63 multinazionali e 4 organizzazioni no-profit.
Il programma CEMS offre il corso di laurea specialistica CEMS MIM (MSc in International Management) attraverso le sue scuole membro e supporta la gestione della CEMS Alumni Association (CAA), oltre a promuovere e facilitare la cooperazione tra i propri membri.

## CEMS MIM
CEMS Master's in International Management (CEMS MIM) è un corso di laurea specialistica annuale offerto dalle 29 scuole membro ad un gruppo selezionato di studenti. Fondato nel 1988 da alcuni esponenti delle università di Colonia, HEC (Parigi), Esade (Barcellona) e Bocconi (Milano), il programma CEMS MIM è stato il primo corso di laurea specialistica "sovranazionale".
Il CEMS MIM consiste in un semestre (solitamente parte del master a cui lo studente è originariamente iscritto) presso l'università madre e un semestre frequentato presso una delle università che fanno parte del network CEMS. In aggiunta al completamento del proprio corso di laurea presso l'università madre, il CEMS MIM richiede lo svolgimento di un progetto di gruppo trimestrale (business project) alquanto impegnativo, di alcuni seminari a frequenza obbligatoria (skill seminars), di uno stage di minimo dieci settimane da svolgere all'estero e la conoscenza di due lingue oltre a quella madre.
L'organizzazione del CEMS MIM differisce leggermente tra le diverse scuole membro, ma la maggioranza di esse richiede di essere iscritti o selezionati per un corso di laurea specialistica in economia in una delle scuole membro prima di potere inoltrare la propria domanda per il programma CEMS MIM.
Tutti i laureati CEMS ricevono sia il titolo di laurea dalla loro università madre, sia il titolo di laurea CEMS MIM. Per questo motivo il CEMS MIM è definito un programma di doppia laurea (double degree).

## CEMS Academic Members
A marzo 2021, le business school che offrono il programma di laurea specialistica CEMS MIM sono:
| Paese/territorio | Università/scuola                                               | Città             |
| ---------------- | --------------------------------------------------------------- | ----------------- |
| Giappone         | Università Keio                                                 | Tokyo             |
| Corea del Sud    | Korea University Business School                                | Seul              |
| Cina             | Tsinghua University School of Economics and Management          | Pechino           |
| Hong Kong        | HKUST Business School                                           | Hong Kong         |
| Singapore        | Università nazionale di Singapore                               | Singapore         |
| India            | Indian Institute of Management Calcutta                         | Calcutta          |
| Turchia          | Koç University                                                  | Istanbul          |
| Australia        | University of Sydney Business School                            | Sydney            |
| Russia           | Saint Petersburg State University Graduate School of Management | San Pietroburgo   |
| Polonia          | Scuola di economia di Varsavia                                  | Varsavia          |
| Rep. Ceca        | Prague University of Economics and Business                     | Praga             |
| Ungheria         | Università Corvinus di Budapest                                 | Budapest          |
| Finlandia        | Aalto University School of Business                             | Helsinki          |
| Svezia           | Scuola di economia di Stoccolma                                 | Stoccolma         |
| Norvegia         | Norwegian School of Economics                                   | Bergen            |
| Danimarca        | Copenhagen Business School                                      | Frederiksberg     |
| Paesi Bassi      | Rotterdam School of Management                                  | Rotterdam         |
| Germania         | Università di Colonia                                           | Colonia           |
| Belgio           | Louvain School of Management                                    | Louvain-la-Neuve  |
| Austria          | Vienna University of Economics and Business                     | Vienna            |
| Svizzera         | Università di San Gallo                                         | San Gallo         |
| Italia           | Università Bocconi                                              | Milano            |
| Francia          | HEC Paris                                                       | Jouy-en-Josas     |
| Spagna           | ESADE Business School                                           | Barcellona        |
| Portogallo       | Nova School of Business and Economics                           | Lisbona           |
| Regno Unito      | London School of Economics and Political Science                | Londra            |
| Irlanda          | Michael Smurfit Graduate Business School                        | Dublino           |
| Egitto           | Università Americana Del Cairo                                  | Il Cairo          |
| Sudafrica        | University of Cape Town Graduate School of Business             | Città del Capo    |
| Canada           | Ivey Business School                                            | London            |
| Stati Uniti      | Università Cornell                                              | Ithaca            |
| Colombia         | University of The Andes                                         | Bogotà            |
| Brasile          | Escola de Administração de Empresas de São Paulo                | San Paolo         |
| Cile             | Universidad Adolfo Ibáñez                                       | Santiago del Cile |

## CEMS Corporate Partners
Le aziende multinazionali affiliate CEMS (CEMS Corporate Partners) contribuiscono finanziariamente su base annuale e supportano il CEMS MIM nell'organizzazione di attività ed eventi volti ad agevolare l'ingresso degli studenti CEMS nel mondo del lavoro.

## CEMS Social Partners
Dal dicembre 2010 una serie di organizzazioni no-profit e ONG hanno aderito a CEMS.

## CEMS Alumni Association (CAA)
L'associazione degli Alumni CEMS è stata fondata nel 1993 da alcuni neo-leaureati CEMS, l'associazione è una rete internazionale di laureati CEMS provenienti da tutte le scuole membro nel mondo.